# 포항공과대학교
포항공과대학교(浦項工科大學校, Pohang University of Science and Technology)는 대한민국 경상북도 포항시 남구 청암로 77(효자동 산 31번지)에 있는 이공계열 연구 중심 사립 대학이다. 우리나라와 인류사회 발전에 절실히 필요한 과학과 기술의 심오한 이론과 광범위한 응용방법을 깊이 있게 연구하고, 소수의 인재를 모아 질 높은 교육을 실시함으로써 지식과 지성을 겸비한 국제적 수준의 고급인재를 양성함과 아울러, 산·학·연 협동의 구체적인 실현을 통하여 연구결과를 사회에 전파함으로써 국가와 인류에 봉사할 목적으로 1986년 12월 3일 설립되었다. POSTECH, 포스텍이라고도 한다. 학부 1,2학년은 의무적으로 RC(Residential College)에서 기숙사생활을 하는 학교이다.
비록 짧은 역사에도 불구하고, 2010년에는 영국 더타임즈와 세계적인 연구평가기관인 톰슨-로이터가 주관하는 세계대학평가에서 28위를 차지, 2012년 톰슨로이터가 선정한 세계 100대 혁신기관에 선정, 2012년부터 시작된 개교 50년 미만 대학을 대상으로 하는 더타임즈 평가에서 2012년~2014년 3년 연속 세계 1위, 2010년~2013년 QS 아시아권 대학평가 특성화대학 부문 4년 연속 1위를 차지했다. 기초과학연구원(IBS) 4개 연구단을 본 캠퍼스에 유치하였으며, 국가적인 기반연구시설인 3세대 및 4세대 방사광가속기를 운영하고 있다.  특히 4세대 방사광가속기는 지난 2016년 9월, 미국과 일본에 이어 세계 3번째로 설치, 과거에는 볼 수 없었던 물질의 미세구조와 현상을 나노미터/펨토초(10-15) 단위까지 분석할 수 있게 되었다.

## 개요

### 건학이념
- 우수한 교육을 통한 미래의 글로벌 리더 양성
- 과학기술 분야에서 선구적인 연구 수행 및 응용
- 교육·연구·산학협동을 통해 국가와 인류에 봉사

### 연혁

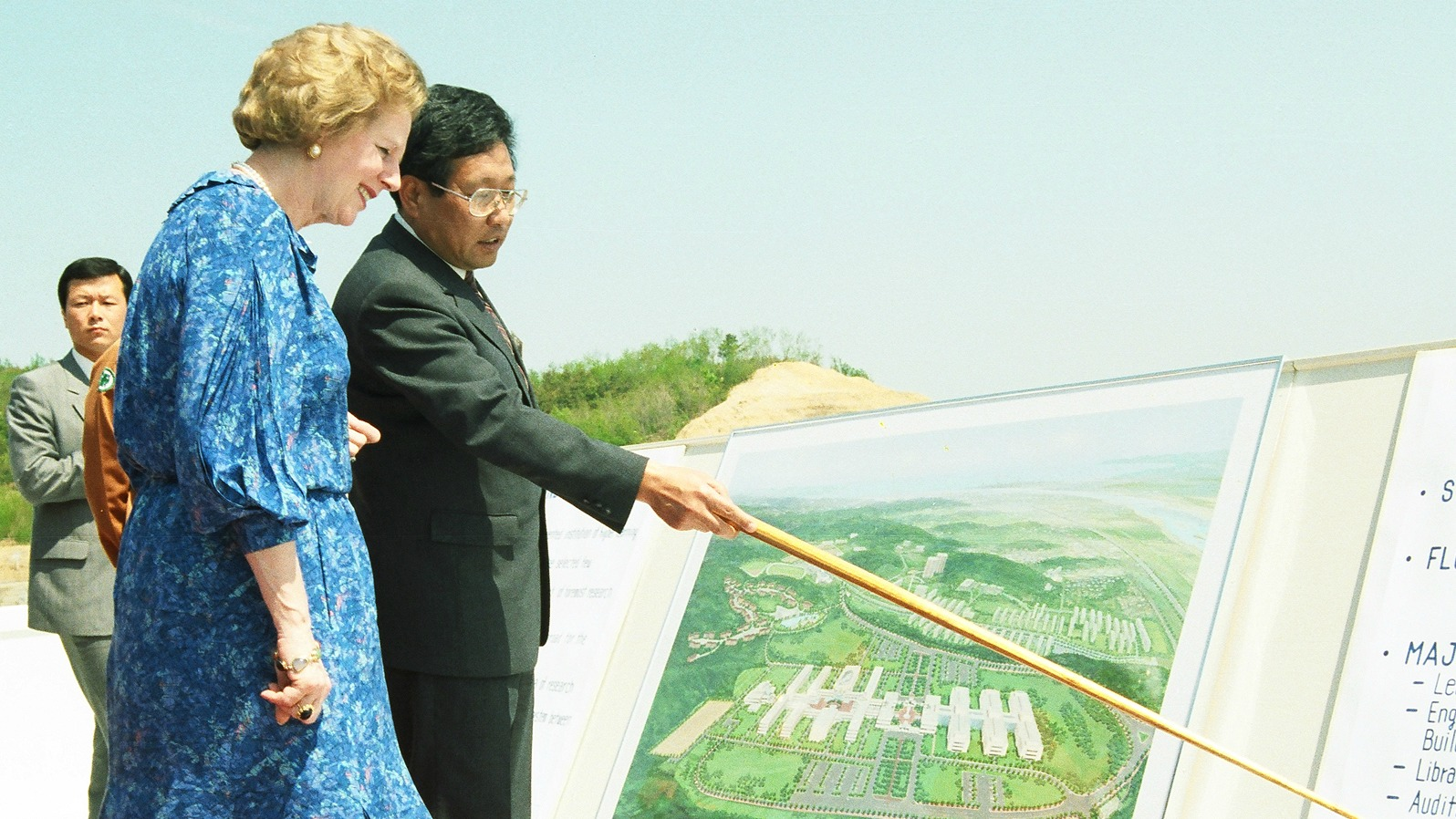
故김호길 초대총장과 故마거릿 대처 영국 수상(1986.5.4)

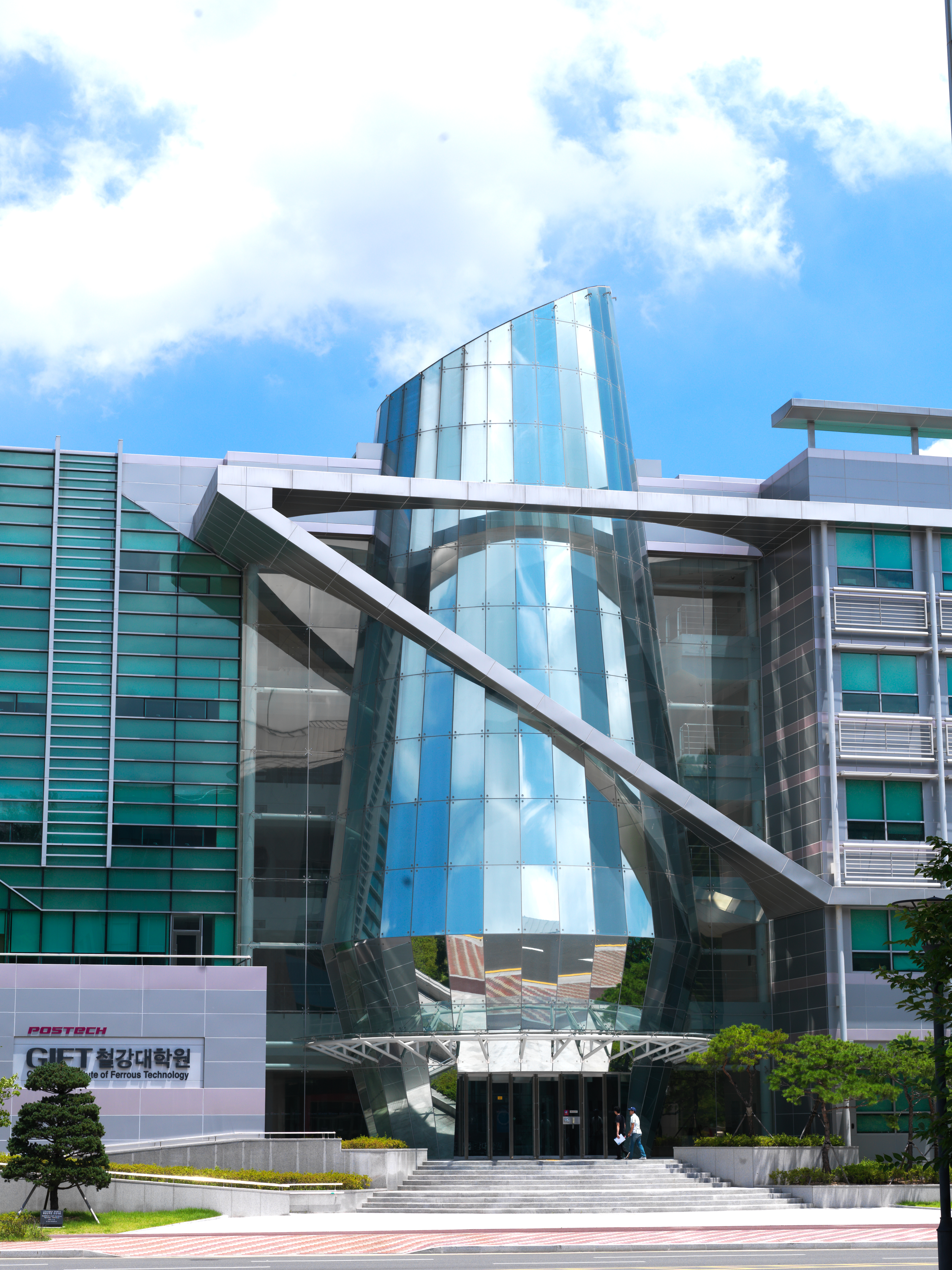
철강대학원(Graduate Institute of Ferrous Technology)

- 1985년 3월 : 대학설립추진본부 발족
- 1986년 11월 : 김호길 박사 초대학장 취임 문교부 대학설립인가(9개 학과 240명), 대학건물 준공
- 1986년 12월 3일 : 포항공과대학 개교
- 1987년 3월 : 제1회 입학식(학사 249명)
- 1987년 11월 : 대학원 설립 문교부 인가(9개 학과 석사90명, 박사54명)
- 1991년 11월 : 정보통신대학원 설립인가
- 1994년 3월 : 대학명칭변경(포항공과대학→포항공과대학교,학장→총장,부학장→부총장)
- 1994년 10월 : 철강대학원 설립인가
- 1994년 12월 : 포항 방사광가속기 준공 준공식
- 1996년 6월 : 국책대학원 환경공학부 개원
- 1996년 12월 : 개교 10주년 기념식
- 2001년 8월 : 아시아태평양이론물리센터 유치
- 2003년 4월 : 박태준학술정보관 개관(‘02.12.30 준공)
- 2003년 10월 : 생명공학연구센터 개관(‘03.7.31 준공
- 2005년 4월 : 시스템 생명공학 협동과정 신설
- 2005년 9월 : 철강전문대학원 개원
- 2007년 5월 : 포항나노기술집적센터 개소
- 2007년 8월 : POSCO 국제관 개관
- 2008년 3월 : 기숙대학(Residential College) 운영
- 2008년 5월 : 풍력특성화협동과정 개원
- 2009년 3월 : WCU 대학원과정 신설(융합생명공학부, 정보전자융합공학부,첨단재료과학부)
- 2009년 6월 : 철강대학원 전용연구동 준공
- 2009년 10월 : 포스텍 영재교육센터 설치
- 2010년 3월 : Bilingual Campus 선포식
- 2010년 6월 : 막스플랑크연구소-POSTECH/Korea 설립 MOU 체결
- 2010년 10월 : 해양대학원 설립
- 2010년 12월 : WCU 대학원과정 신설(첨단원자력공학부)
- 2011년 8월 : 창의IT융합공학과 신설
- 2011년 10월 : 재단법인 막스플랑크 한국/포스텍연구소 법인설립
- 2012년 4월 : 미래IT융합연구원 개원
- 2012년 8월 : 엔지니어링대학원 신설
- 2013년 2월 : 박태준미래전략연구소 개소
- 2013년 10월 : 중앙일보 대학평가 1위
- 2014년 5월 : The Times 개교 50년 이하 세계대학평가 1위(3년연속)
- 2014년 9월 : APGC-Lab 및 APGC 1호 기업연구소(엑스브레인) 개소 * APGC(Association of POSTECH Grown Companies, POSTECH 출신 기업가 모임)
- 2014년 10월 : 중앙일보 대학평가 1위(2년연속)
- 2014년 12월 : 포스코 포항 창조경제센터 개소(C5 5층)
- 2015년 1월 : C5(융합연구동) 준공식
- 2015년 3월 : 막스플랑크 한국/포스텍연구소-독일 철강연구소 협약 체결)
- 2015년 3월 : 나노융합기술원, 3D프린팅과 나노기술 융합 위한 협약 체결
- 2015년 4월 : 2015년 The Times 개교 50년 이하 세계대학평가 2위
- 2015년 10월 : 2015년 중앙일보 대학평가 공학계열/자연계열 1위
- 2015년 12월 : POSTECH 대학원생 권리·의무장전 선언
- 2016년 1월 : 2016년 더타임즈(THE) 소규모 세계대학평가 4위(아시아 1위)
- 2016년 4월 : 2016년 더 타임즈(THE) 개교 50년이하 세계대학평가 5년 연속 국내 1위
- 2016년 4월 : 산학일체교수제도 도입
- 2016년 6월 : 하계 사회경험 프로그램(SES) 실시
- 2016년 6월 : 2016년 더타임즈(THE) 아시아 대학평가 8위(국내 1위)
- 2016년 9월 : 제4세대 방사광가속기준공식(세계3번째 준공)
- 2017년 3월 : 2017년 더타임즈(THE) 소규모 세계대학평가 3위
- 2017년 12월 : 방사광가속기 공동이용연구지원 연구개발사업 운영주관기관 선정
- 2018년 2월 : 신입생 전원 無학과 선발
- 2018년 8월 : 미래도시연구센터·오픈이노베이션빅데이터센터 개소
- 2019년 10월 : '세계혁신대학' 아시아 1위, 세계 12위 선정
- 2020년 8월 : 2020 소규모 세계대학평가 아시아 1위, 세계 3위

## 캠퍼스
포항공과대학교는 포항시 남구 청암로 77번지 (구 주소: 효자동 산 31번지)에 위치하고 있다. 총 50만 6,000여평에 달하는 부지에 자리잡은 대학시설물은 1986년 19개동 연면적 5만7458m2(1만5482평)으로 개교 이래 교육·연구시설 확충을 위해 매년 시설물을 추가로 건립하였으며 105개동 38만 5624m2(11만 6651평)이 건립되어 개교 당시 대비 7.5배가 증가했다.

### 기숙사
대부분 재학생이 거주하고 있고, 개교할 당시에는 4개동으로 이루어져 있었으나, 이후 계속 건물을 지어 현재에 이르렀다.
포항공과대학교의 기숙사는 다음과 같이 구성되어 있다.
- 남학생 기숙사 20개 동, 여학생 기숙사 3개 동, Residential College 1개동

- 남학생 기숙사는 1~9동까지 학부생 기숙사이며, 10~19동은 남자 대학원생 중 미혼자를 위한 기숙사이다. 여학생 기숙사는 1~2동이 여자 학부생을 위한 기숙사이며, 3동은 대학원생 기숙사이다. 기본적으로 2인 1실이다.단, 16동은 국제 영어 생활 자치동 (DICE, Dormitory for International Culture Exchange)으로 학부생과 대학원생이 같은 기숙사를 사용하고 있다.
- 21동 (RC, Residential College) - 학부 1, 2학년이 거주하며, 각 층마다 3, 4학년 학부생 중 선발된 RC Advisor(RA) 두 명을 배치하여 RC에 거주하는 학생들의 지도를 담당한다.
- 대학원 아파트 4개동 - 기혼자 입주 가능.

### 지곡회관
지곡회관은 기숙사 지역에 위치해 있으며, 학생 식당, 교직원 식당, 아카데미 식당, 버거킹, 동아리 세미나실, 편의점 등 다양한 복지 시설이 입점해 있다. 지곡회관의 바깥쪽에는 "지곡연못"이라 불리는 조그마한 연못이 있다.

### 박태준학술정보관

박태준학술정보관의 정면.

포항공과대학교의 도서관이다. 2003년에 완공되었으며 4월 25일에 개관하였다. 청암(靑巖)이라는 명칭은 설립 이사장인 청암 박태준의 호를 딴 것이다. 2층에는 참고 자료, 3층에는 각종 단행본들이 비치되어 있고, 4층에는 각종 저널, 논문 등이 비치되어 있으며, 5층에는 각종 세미나실과 전용 열람석이 있다. 6층에는 간단한 간식 등을 구입할 수 있는 매점 및 휴식공간과 옥상정원이 있다. 외부인의 이용은 연 2회의 회원 모집을 통해 가능하며 오후 10시까지 사용할 수 있다. 내부인의 경우 5층 열람실은 24시간 이용할 수 있고, 2~4층 열람실은 오후 10시까지 이용할 수 있다. 시험 기간이 될 경우 외부인들의 출입을 통제하며 도서관 개방시간을 연장한다.
자료 검색 및 도서관 공지사항은 도서관 홈페이지를 참조할 수 있으며, 자료 검색을 위한 모바일 전용페이지도 운영하고 있다
2004년에 대한건축사협회에서 수여하는 한국건축문화대상 준공건축물부분에서 우수상을 수상한 바 있다.
2007년부터는 도서관 블로그, 트위터등의 운영을 통해 다양한 정보와 이벤트로 이용자들과 소통을 시도하고 있다.
2013년 도서관 명칭을 청암학술정보관에서 박태준학술정보관으로 변경하였다.

### 통나무집

통나무집

통나무집은 포항공과대학교의 교내 주점이며, 총 67평의 2층 건물이다. 1층은 외부인도 이용할 수 있으나 2층은 재학생 전용이다. 운영시간은 오후 6시부터 새벽 2시까지이며, 겨울 방학 기간 중에는 새벽 1시까지 운영한다. 그러나 일요일에는 운영하지 않는다.

### 78계단

포항공과대학교의 기숙사지역과 강의동지역을 연결하는 78계단

78계단에 색지를 붙여서 행사를 알리는 모습

포항공과대학교의 강의동 지역과 기숙사 지역을 연결하는 계단이다. 7개의 단과 78개의 층계로 이루어져 있다. 맨 아랫단이 12층계로 이루어져 있으며, 그 외에는 11층계로 이루어져 있다. 78계단은 구성원들이 주요 행사들을 알리기 위한 공고와 같은 역할을 하는 장소이기도 하다. 축제, 오리엔테이션과 같은 큰 행사가 있을 때에는 이를 알리기 위해 계단에 색지를 붙여 "78공고"라 부르는 거대한 글자나 그림을 만들곤 한다.

### 교수학생회관
총학생회 등의 각종 자치 단체 사무실, 동아리방, 보건실, 여행사, 북카페, 우리은행, 스낵바 코너 등이 위치해있다.

### 체육관
트랙, 농구 코트, 배드민턴 코트, 헬스장, 라켓볼 코트, 탁구장 등이 위치해 있다. 재학생은 무료로 사용할 수 있다.

체육관

## 주요 행사

### 해맞이 한마당
해맞이 한마당은 포항공과대학교 축제의 공식 명칭이다. 매해 5월에 열리며 일반적으로 전야제를 포함하여 3일간 열린다.

## 역대 이사장과 총장

### 이사장
- 포스코 회장이 이사장직을 역임한다.

| 대수              | 성명           | 임기                     | 비고            |
| ----------------- | -------------- | ------------------------ | --------------- |
| 제1대(설립이사장) | 박태준(朴泰俊) | 1986년 11월 ~ 1993년 4월 | 포스코 명예회장 |
| 제2대             | 정명식(丁明植) | 1993년 4월 ~ 1994년 4월  | 포스코 3대 회장 |
| 제3대             | 김만제(金滿堤) | 1994년 4월 ~ 1995년 10월 | 포스코 4대 회장 |
| 제4대             | 정명식(丁明植) | 1995년 10월 ~ 1999년 4월 | 포스코 3대 회장 |
| 제5대             | 황경록(黃慶老) | 1999년 4월 ~ 1999년 6월  | 포스코 2대 회장 |
| 제6대             | 유상부(劉常夫) | 1999년 4월 ~ 2007년 2월  | 포스코 5대 회장 |
| 제7대             | 이구택(李龜澤) | 2007년 2월 ~ 2011년 3월  | 포스코 6대 회장 |
| 제8대             | 정준양(鄭俊陽) | 2011년 4월 ~ 2015년 1월  | 포스코 7대 회장 |
| 제9대             | 권오준(權五俊) | 2015년 1월 ~ 2018년 4월  | 포스코 8대 회장 |
| 제10대            | 최정우(崔正友) | 2018년 7월 ~ 현재        | 포스코 9대 회장 |

### 총장
- 임기는 4년으로 보임한다.

1. 초대총장(당시 학장) - 김호길 (1985.8~1994.4)
2. 제2대 총장 - 장수영 (1994.8~1998.8)
3. 제3대 총장 - 정성기 (1998.8~2002.8)
4. 제4대 총장 - 박찬모 (2003.9~2007.8)
5. 제5대 총장 - 백성기 (2007.9~2011.8)
6. 제6대 총장 - 김용민 (2011.9~2015.8)
7. 제7대 총장 - 김도연 (2015.9~2019.8)
8. 제8대 총장 - 김무환 (2019.9~2023.8)[10]
9. 제9대 총장 - 김성근 (2023.9~2027.8)

## 같이 보기
- 포항가속기연구소